# Cloisonnisme
Il cloisonnisme è una tecnica pittorica che consiste nello stendere i colori sul dipinto in vaste campiture omogenee, racchiudendoli entro i limiti di contorni netti.
Il termine, utilizzato la prima volta dal critico d'arte Édouard Dujardin, evoca la tecnica, risalente al medioevo, di costruzione delle vetrate dove i contorni delle figure formano dei compartimenti (cloisons) i quali contornano i singoli pezzi di vetro colorato; un effetto simile lo si ottiene con la tecnica dello smalto su metallo, dove a ogni colore è riservato uno spazio che viene riempito con polvere di vetro, il manufatto è poi sottoposto ad alte temperature che fondono il vetro, andando a formare colori compatti e privi di effetti chiaroscurali. Scrisse Dujardin che: 
Il cloisonnisme fu elaborato dai pittori Émile Bernard e Louis Anquetin nel 1887 come reazione al naturalismo luministico dell'impressionismo, la tendenza a prendere l'ispirazione creativa non più sulla sensazione ma sulla ideazione e su una visione incentrata su zone piatte di colore intenso e fu ripreso da Paul Gauguin nella sua celebre Visione dopo il sermone e dalla Scuola di Pont-Aven. Una decisa polemica insorse fra Gauguin e Bernard, perché quest'ultimo riteneva di essere stato scavalcato e messo in ombra pur essendo stato l'ideatore della tecnica.